# Дубогорське ТВ
Дубогорське ТВ (рос. ДУБОГОРСКОЕ ЛО, Дубогорский ИТЛ, Дубогорлаг) — табірне відділення, що діяло в структурі управлінь промислового будівництва і виправно-трудових таборів СРСР.
Організоване 14.05.53 (перейменоване з ВТТ «ЕМ») ; закрите 21.09.57.

## Підпорядкування і дислокація
- ГУЛАГ МЮ з 14.05.53;
- ГУЛАГ МВС з 28.01.54;
- Главпромстрой з 03.02.55;
- ГУЛАГ МВС не пізніше 01.08.55;
- ГУВТК на 21.09.57

Дислокація: ст. Дворець Калінінської залізниці, Новгородська область

## Виконувані роботи
- «Будівництво вугільної шахти»,
- обслуговування Будівництва 713 Головпромбуду (центральна база зберігання ядерної зброї),
- роботи на ремонтно - механічній базі і бетонному заводі.

## Чисельність з/к
- 15.07.53 — 2386;
- 01.01.55 — 1006;
- 01.01.56 — 656,
- 01.01.57 — 563